# Taishi Matsumoto
Taishi Matsumoto (松本 泰志, 22 d'agost de 1998) és un futbolista japonès. Va formar part de l'equip japonès a la Copa Amèrica de 2019.